# Truppenübungsplatz Daaden

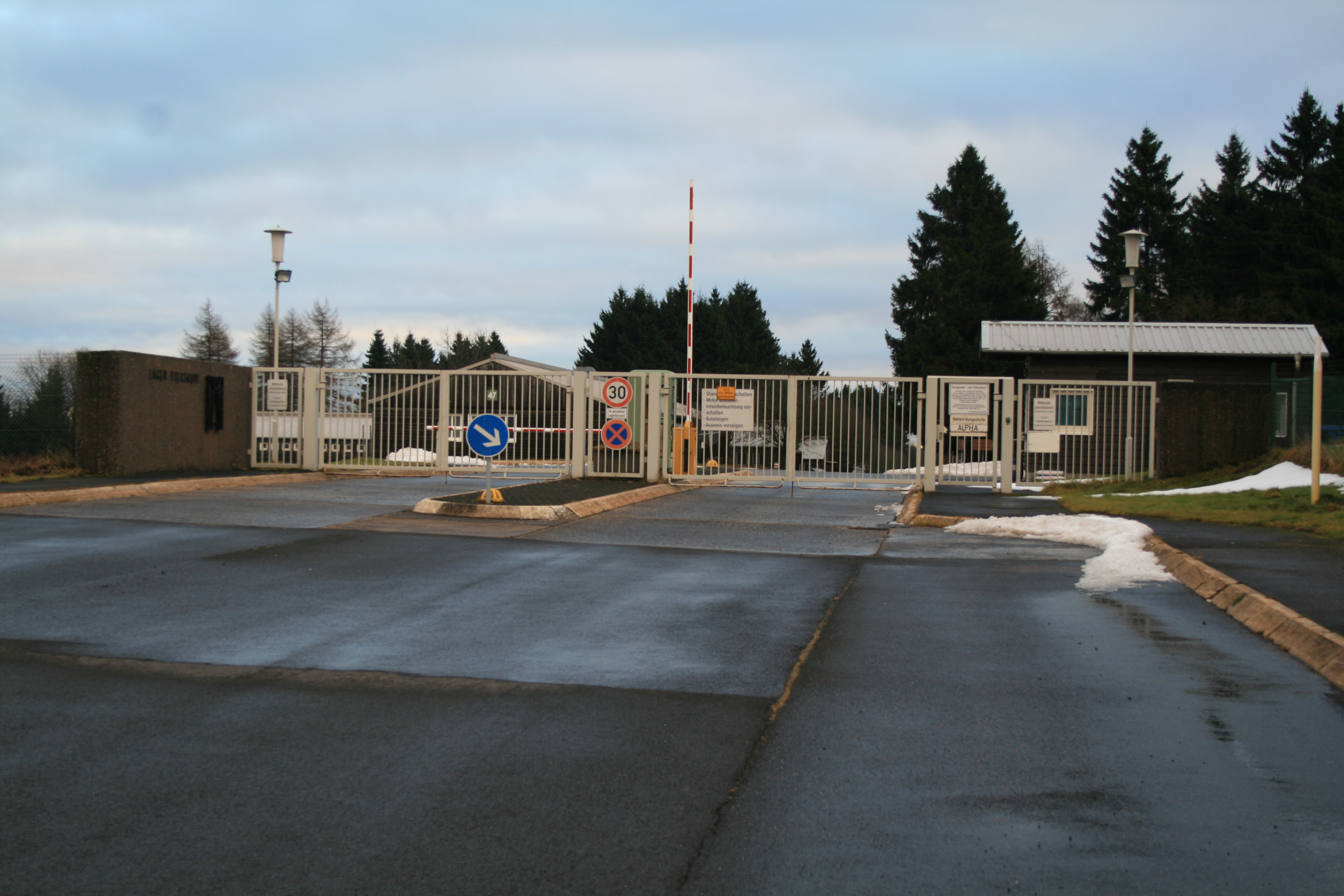
Nordtor des Lagers Stegskopf vom Truppenübungsplatz Daaden

Der Truppenübungsplatz Daaden war ein militärisches Übungsgebiet im Westerwald, Bundesland Rheinland-Pfalz, unweit der Grenze zu Nordrhein-Westfalen. Namensgebend war die nahegelegene Stadtgemeinde Daaden. Zuletzt war er der Streitkräftebasis unterstellt.
Das zum Truppenübungsplatz gehörende Lager Stegskopf südlich von Emmerzhausen steht unter Denkmalschutz.

## Geographie
Der Truppenübungsplatz verfügte über verhältnismäßig geringe Höhenunterschiede, galt aber als ein Gebiet mit überdurchschnittlich viel Regen und hohen Schneelagen über weite Teile des Jahres hinweg. Das Gelände befindet sich im Nordosten des Bundeslandes Rheinland-Pfalz mit gemeinsamer Grenze zu Nordrhein-Westfalen. Die Gesamtfläche war mit über 2000 Hektar, die sich in 800 Hektar Forstbetriebsflächen und 1200 Hektar Übungsfläche aufteilten, für einen Truppenübungsplatz eher klein. Der Truppenübungsplatz wurde zum Jahresende 2013 außer Dienst gestellt.

## Geschichte
Der Übungsplatz wurde 1914 erstmals erwähnt. 1933 entstand das erste Polizei-Übungslager auf dem Stegskopf. Im darauf folgenden Jahr zog dort für ein Jahr der Reichsarbeitsdienst ein, das Lager erhielt den Namen "York von Wartenburg". Nachdem das Lager ausgebaut wurde, wurde es 1938 vom Reichsministerium des Inneren gepachtet und von der Polizei gemeinsam mit in Siegen gelegenen Artillerietruppenteilen genutzt. Im Jahr 1943 wurde der Platz von der Hitlerjugend übernommen, die dort für naturwissenschaftlich begabte Oberschüler eine Hochfrequenzlehr- und Versuchsstelle einrichtete. Das Lager wurde daraufhin in „Reichsausbildungslager Prinz Eugen“ umbenannt. Die Funkmess-Einheiten Prinz Eugen – Tegetthoff (1943–1945) nannten sich Stegskopfer, da sie im Lager Stegskopf Sonderlehrgänge zur Hochfrequenztechnik besuchten. Diesen Einheiten gehörten einige später bekannte Nachrichtentechniker und Physiker an, so beispielsweise Alfred Fettweis, Wolf Häfele, Herbert Daniel und Walter Mayer. In den Jahren 1945 bis 1950 wurden auf dem Platz „Displaced persons“ untergebracht, die von dort aus repatriiert wurden.
Nach 1950 übernahm im Anschluss die französische Armee den Platz und baute diesen aus. Bei Liebenscheid wurden sechs Außenfeuerstellungen für Mörser und Artillerie errichtet. Ab 1957 übernahm die Bundeswehr den Platz und baute ihn weiter aus. So wurde mit Fertigstellung der Bundesstraße 54 der vormalige Durchgangsverkehr um den Platz herum geleitet. Der Platz bot im Truppenlager Stegskopf eine Kapazität von 1.000 übenden Soldaten, im Biwak von 600 Soldaten. Im Juli 1971 wurde mit dem Bau des Mobilmachungsstützpunkt Emmerzhausen begonnen. Der Truppenübungsplatz wurde vor allem durch Infanterie, besonders auch durch die Luftlandebrigade 27, für die Infanterieausbildung genutzt.
Während der Zeit der Deutschen Wiedervereinigung wurden über 2.100 Übersiedler aus der DDR im Lager Stegskopf untergebracht. Im Jahr 1997 erhielt der Platz den Preis der Stiftung Naturschutz Hamburg und Stiftung Loki Schmidt. Der Übungsplatz wurde 2007 der Kommandantur des Truppenübungsplatzes Baumholder unterstellt. Im Rahmen des Stationierungskonzept 2011 wurde die Aufgabe des Platzes bekannt gegeben und der Platz am 12. Dezember 2013 an das Bundeswehr-Dienstleistungszentrum Koblenz übergeben. Die endgültige Aufgabe des Geländes durch die Bundeswehr erfolgte zum 30. Juni 2014, neue Eigentümerin wurde ab 1. Juli die Bundesanstalt für Immobilienaufgaben. Über die weitere Nutzung des biologisch wertvollen Areals im Rahmen der Konversion berät der „Arbeitskreis Naturschutz und Landschaftspflege“.
Ende 2015 wurde eine Aufnahmeeinrichtung für Asylbegehrende (AfA) mit einer Kapazität für bis zu 5.000 Schutzsuchende im Lager Stegskopf eingerichtet. Zeitweise befanden sich bis zu 1.500 Flüchtlinge in dieser Einrichtung. Aufgrund der zurückgehenden Flüchtlingszahlen wurde sie im April 2016 wieder geschlossen und befindet sich zurzeit im „Stand-by-Betrieb als Reserve“.
Nahe dem Truppenübungsplatz befindet sich der Flugplatz Breitscheid, den auch Fallschirmspringer nutzen, und der Flughafen Siegerland.

## Übungsmöglichkeiten
Der Platz verfügte über zehn Schießbahnen. Er bot die Möglichkeit, in den Bereichen Urban Operation, Einsatzvorausbildung (EAKK), Kampfmittelbeseitigung EOD/IED, des Gefechtssimulationssystem SIRA, das auch im Bereich der Zivil-Militärischen Zusammenarbeit im Bereich Stabsarbeit bei Katastrophenszenarien genutzt werden konnte, zu üben.